# Volaticotherium antiquus
Volaticotherium antiquus (лат., возможное русское название — волатикотерий) — вид вымерших млекопитающих юрского периода, способных к планирующему полёту, самый ранний из известных видов планирующих млекопитающих{.

## Этимология
Родовое название Volaticotherium образовано от лат. volaticus — «летающий» и др.-греч. θηρίον — «зверь». Видовое название antiquus переводится с латинского как «древний».

## Описание
Единственный образец найден в Китае, Внутренняя Монголия, в отложениях свиты Даохугоу. Точный возраст отложений в настоящее время является предметом дискуссий, но во всяком случае, они не моложе границы юрского и мелового периодов. По состоянию на октябрь 2020 года возраст находки оценивается среднеюрской — верхнеюрской эпохами (164,7—161,2 млн лет назад).
Volaticotherium antiquum — пример ранней адаптивной радиации млекопитающих. Напоминал современных летяг. Подобно им, обладал кожной перепонкой между передними и задними конечностями, а также, в отличие от них, между задними конечностями и хвостом. Перепонка была покрыта густым мехом. Зубы высоко специализированные для поедания насекомых. Конечности приспособлены для жизни на деревьях.

## Систематика
Ископаемые остатки настолько отличались от известных до этого, что при описании таксона в 2006 году учёные выделили вид в отдельные семейство Volaticotheriidae и отряд Volaticotheria. В своей работе 2011 года Gaetano и Rougier понизили ранг семейства до трибы Volaticotherini, включив её в подсемейство Alticonodontinae семейства Triconodontidae.